# Gare de Ménil-Vin
La gare de Ménil-Vin était une gare ferroviaire française de la ligne de Falaise à Berjou, située sur le territoire de la commune de Ménil-Vin dans le département de l'Orne en région Normandie.
Elle est mise en service en 1874 par la Compagnie des chemins de fer normands et fermée au trafic voyageurs en 1938. Le bâtiment voyageurs et la hall à marchandises sont devenus une propriété privée.

## Situation ferroviaire
Établie à 144 mètres d'altitude, la gare de Ménil-Vin était située au point kilométrique (PK) 14,9 de la ligne de Falaise à Berjou, entre les gares de Martigny et du Mesnil-Villement-Pont-des-Vers, dont elle était séparée par le tunnel des Ulis (90 m) et les viaducs de Rapilly (ou pont du Boulair) et de la Fouillerie.
La ligne a été déclassée du PK 3,727 au PK 23,557 par le décret du 12 novembre 1954.

## Nom de la gare
Dans les rapports des conseils généraux du Calvados et de l'Orne, la gare est dénommée « Mesnil-Vin ».

## Histoire
Le 6 mars 1874, l'ingénieur chargé du contrôle parcourt pour la première fois la totalité de la « ligne de Falaise à Berjou-Pont-d'Ouilly » à bord d'une locomotive. Il constate qu'à la station de « Mesnil-Vin » les bâtiments et installations prévues sont opérationnels et qu'il y a été ajouté une remise pour deux locomotives, équipée d'une « fosse à piquer » et desservie par une voie spécifique. La Compagnie des chemins de fer normands a également ajouté une grue hydraulique et un « réservoir d'eau alimenté par une pompe à bras aspirante ». Ces améliorations au projet primitif représentent une dépense supplémentaire d'environ 30 000 francs.
Les premiers trains de voyageurs circulent le 15 avril 1874. Il y a six dessertes de la gare de « Martigny » : de Falaise à Berjou, à 6 h 32, 10 h 52 et 5 h 59, et de Berjou à Falaise, à 9 h 18, 1 h 10 et 8 h 35, il y a trois classes différentes.
Le 1er mars 1938, c'est la fin de la desserte voyageurs de la gare, du fait de la fermeture de la ligne à ce service ferroviaire. Les rails sont démontés par les Allemands pendant la Seconde Guerre mondiale, la ligne n'est pas rétablie après la fin du conflit. Le déclassement de la section de ligne passant par la gare est officialisé par le décret du 13 novembre 1954.
Depuis sa fermeture, la gare est devenue une propriété privée sur laquelle on retrouve le bâtiment voyageurs devenu une habitation et l'ancienne halle à marchandises.

## Galerie de photos

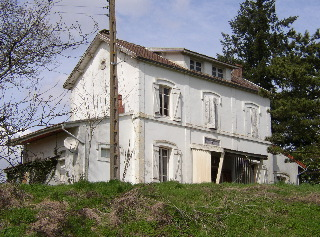
Bâtiment voyageurs devenu habitation.
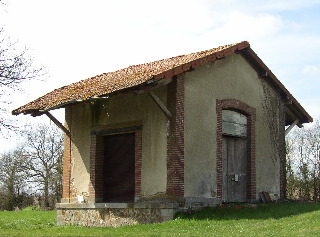
Ancienne halle à marchandises.